# 阿金库尔战役
阿金库尔战役（英語：Battle of Agincourt）发生于1415年10月25日，是英法百年战争中一場以少胜多的战役。在亨利五世的率领下，英格兰以由步兵弓箭手为主力的军队于此役击溃了法国由大批贵族组成的精锐騎士部队，为随后在1419年收复了整个诺曼底奠定基础。这场战役成为了英国中世紀最辉煌的胜利，也是一场在战争史有重要影响的战役。在此役中，英格兰出人意料地战胜了数量上占优势的法军，这提升了英格兰的士气和威望，削弱了法国，并开始了英国在百年战争中具有统治地位的新时期。
自慘敗於法王查理五世並簽訂和平協議的数十年后，由于与法国的谈判失败，英国于1415年起继续对法作战。在随后的战役中，英军由于许多士兵死于疾病而减员严重；在英军试图撤退到英国控制的加来时，一支规模相当大的法国军队挡住了退路。尽管英军人数上处于劣势，但这场战斗仍以压倒性的胜利而告终。
英格兰国王亨利五世亲率军队上阵，参加肉搏战。法国国王查理六世由于患有精神病而没有亲自上阵指挥，法军由皇室大统领查理·阿布莱特和其他数名法国贵族指挥。这场战斗以大量使用英格蘭長弓著名，英格兰和威尔士弓箭手占英军总数的近80%。
阿金库尔战役是英格兰最著名的胜利之一，此役与克雷西會戰（1346年）和普瓦捷战役（1356年）一起成为了百年战争中英格兰取得的最辉煌的胜利。阿金库尔战役还是威廉·莎士比亚于1599年创作的戏剧《亨利五世》的背景。

## 战争前奏
亨利五世在与法国谈判失败后举兵入侵法国。他声称通过他的曾祖父爱德华三世继承法兰西国王的头衔。尽管在实践中，如果法国人承认英国对阿基坦和其他法国土地的权利要求，英国国王通常放弃法王头衔（布勒丁尼條約）。亨利五世最初在1414年春天召集大议会讨论与法国开战，但地方领主认为国王应该继续谈判并缓和他的主张。在随后的谈判中，亨利表示，如果想让他放弃对法国王位的要求，法国需要支付释放约翰二世（他于1356年在普瓦捷战役中被俘）的赎金中尚未支付的160万克朗，并承认英国对安茹、布列塔尼、佛兰德斯、诺曼底和图赖讷以及阿基坦领地的所有权。亨利还将迎娶法王查理六世的小女儿凯瑟琳，并得到一笔两百万克朗的嫁妆。
法国人在此次谈判中提出了他们能提供的最慷慨条件：英王迎娶凯瑟琳，600,000克朗的嫁妆和阿基坦领地。到1415年，谈判陷入停顿，英国人声称法国人嘲笑他们的主张并嘲笑英王亨利本人。1414年12月，英国议会被说服授予亨利“双重补贴”，即传统税率两倍的税收。1415年4月19日，亨利再次要求议会批准与法国开战，这次议会同意了。

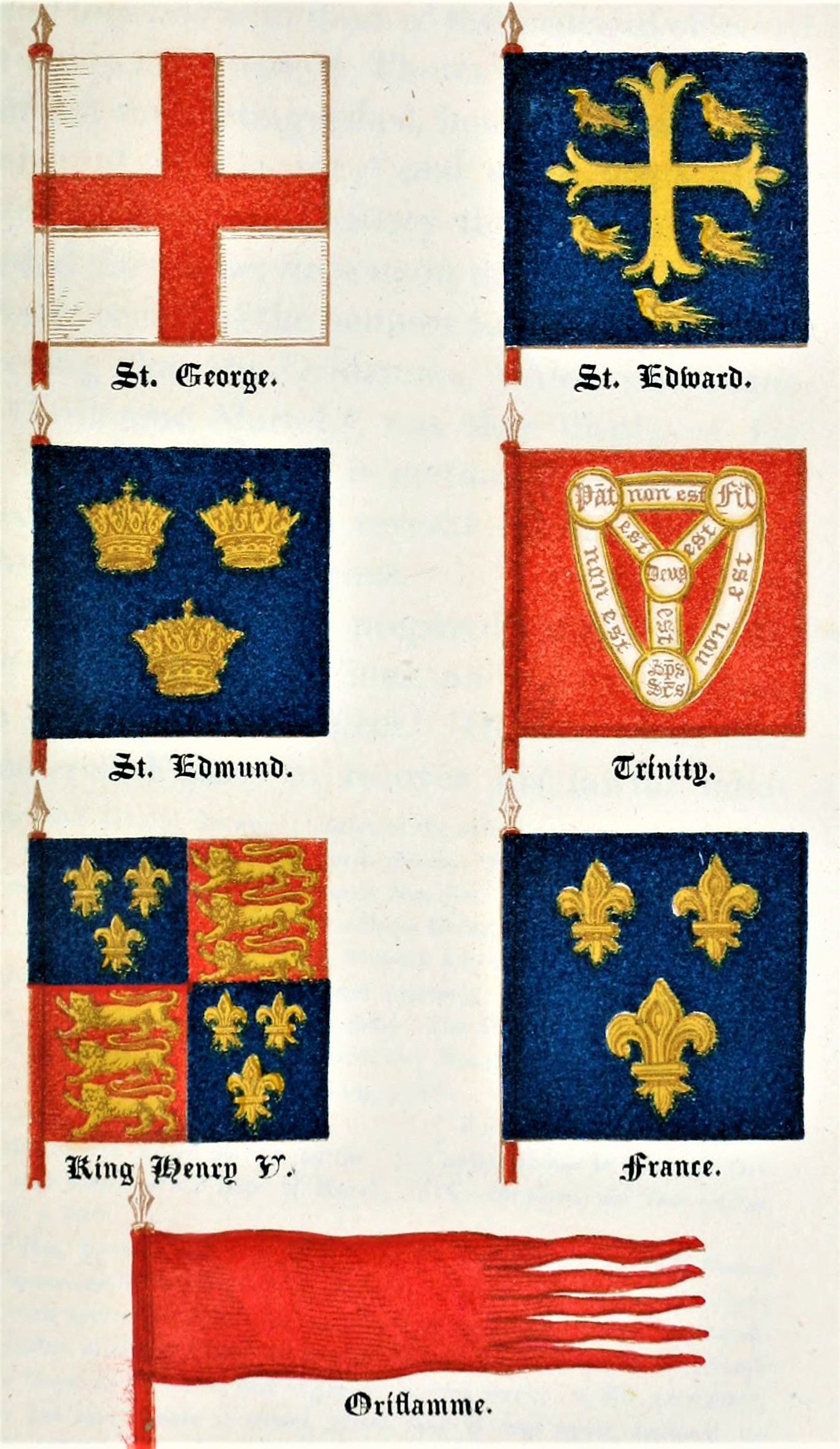
1833年重制的在阿金库尔战役中各军队悬挂的旗帜

1415年8月13日，亨利的军队在一支庞大的舰队的带领下在法国北部登陆。据记载，该舰队由1,500艘船组成，但实际上的规模可能要小得多。西奥多·贝克还表示，亨利的军队中有 “国王的医生和一小群外科医生”。亨利五世的皇家外科医生托马斯·莫斯泰德此前曾与国王签约，提供一组外科医生和手术器械制造商参加阿金库尔战役。登陆后，约有12,000名士兵和多达20,000匹马的英军包围了阿夫勒尔港口。虽然该镇于9月22日开城投降，但这场战斗所用的时间比预期的长，英军直到10月8日才得以继续前进。随着适合征战的季节结束，英军因疾病而遭受了不少伤亡。亨利没有选择直接返回英国过冬（如果这样的话此次昂贵远征只占领了一个小镇），而是决定将他的大部分军队（大约9,000人）通过诺曼底行军到法国北部的英国据点加莱港，通过他率领军队出现在领土上来表明他在公国的统治权不仅仅是抽象的法理和历史诉求。他还打算以这次行动来挑衅法国王太子路易（路易在阿夫勒尔没有回应亨利的私人战书）。
在阿夫勒尔围城战期间，法国也集结了一支军队，并在鲁昂周围集结。这不是严格意义上的封建军队，而是与英国制度类似，通过发军饷组建的军队。法军希望集结9,000名士兵，但该军队没能及时做好解救阿夫勒尔的准备。
英王亨利五世向北进军后，法国人沿着索姆河封锁了他们的路线。法国人一度取得了成功，迫使亨利向南移动，远离加来，寻找另一个浅滩。英国人最终在贝当库尔渡过了佩罗讷以南的索姆河，并继续向北进军。
由于没有河流障碍可以组建防御，法国人犹豫是否要与英军交战。在呼唤地方领主的同时，法国也号召当地贵族参与战斗。到10月24日，两军准备交战，但法军选择停战，因为他们希望有更多军队能够前来助阵。10月24日晚上，两军在空地上度过。第二天，法国人开始将谈判作为一种拖延战术，但亨利命令他的军队向前推进并与法国人交战，虽然尽量避免或进行防御战更符合英军的形势：这也是克雷西會戰的取胜方法。当双方军队扎营时，英国军队已有四天未供应正规的伙食，士气低下，并因缺少遮掩的扎营器具而不得不淋受大雨。没有足够的食物，痢疾等疾病的肆虐，再加上两个半星期内420（260英里）的行军，使得英军在面对装备精良的法国士兵时不管是战力上还是数量上都丝毫不占优势。由于法军封锁了亨利前往加来的道路，拖延战斗对亨利来说只会进一步削弱他疲惫不堪的军队，并且当更多的法军抵达时，英军将遭到灭顶之灾。

## 战斗准备

### 战场
阿金库尔战役的确切位置尚不清楚。很可能是位于特拉默库尔和阿金库尔树林之间形成的狭长空地（靠近现在的阿金库尔村）。然而，这个传统遗址缺乏考古证据，这导致人们认为它是在阿金库尔以西战斗的。 2019 年，历史学家迈克尔·利文斯顿（Michael Livingston）还根据对资料来源和早期地图的审查，为阿金库尔以西的遗址提供了理由。

### 英军部署

阿金库尔战役

25日的早些时候，亨利将自己的军队（约1,500名披甲战士和7,000名長弓手）部署在长约690（750碼）的隘道里。英军分为三个部分，右翼由约克公爵爱德华率领，中翼由国王亲自率领，左翼由老练的托马斯·卡莫伊斯男爵率领。弓手则由另一位年长退伍军人托马斯·埃尔平厄姆爵士指挥。很可能英国人在两侧都采用了他们通常的长弓兵战线，中间是士兵和骑士。他们也可能在防线中央部署了一些弓箭手。身穿板甲和链甲的英国士兵肩并肩在阵前排成四列。两侧的英格兰和威尔士弓箭手以一定角度将尖头木桩或木桩推入地面，迫使骑兵转向。这种木桩的使用可能受到1396年尼科波利斯戰役的启发，当时奥斯曼帝国的军队也使用过这种战术对抗法国骑兵。
按照惯例，英国人在战斗前向上帝坦白。由于亨利担心敌人发动突袭，并希望他的部队保持专注，所以他命令所有士兵在战斗前一夜保持静默，否则耳朵将会被砍掉。亨利告诉他的部下，他宁可在即将到来的战斗中阵亡，也不愿被俘虏和赎回。
亨利在战前发表讲话强调他的征战是正义的，并提醒他的军队注意英格兰国王以前取得的辉煌胜利。勃艮第的消息来源记录了他在结束演讲时告诉他的部下，法国人吹嘘说他们会从每个弓箭手的右手上切下两根手指，这样他就再也不能拉长弓了。这是否属实值得商榷，因为死亡是任何不值钱、无法换赎金的普通士兵的正常命运。

### 法军部署
法国军队有10,000名披甲战士加上大约4,000-5,000名杂项步兵（gens de trait），包括弓箭手、弩手（ ）、持盾兵（pavisiers），总数约有 14,000-15,000 人。每一位披甲战士可能都会有一个随身侍从和一个披甲侍从，这样算就有另外10,000名潜在的战士，尽管一些历史学家从战斗人员的数量中省略了他们。
法军被分成两个主要的战斗集团，一个在阵前的先锋队和一个在后面的主队，这两个集团主要由步行战斗的披甲战士组成，并且在每个侧翼都有更多相同的人。法军还有一支特殊的精锐骑兵部队，其目的是打破英国弓箭手的阵型，从而为后方的步兵扫清前进的道路。第二支较小的骑兵部队将攻击英国军队的后方，以及英军的辎重和仆从。许多领主和贵族们要求并获得了阵前的位置，因为在那里他们将有更高的机会获得荣耀和宝贵的赎金；这导致大部分披甲战士集结在前线，而其他没有剩余空间的部队则被安排在后面。虽然原先计划将弓箭手和弩手与步兵联队一起放置，但现在弓弩手被认为是不必要的，于是被放置在步兵身后。由于空间不足，法国人组建了第三个集团，即后卫，主要由骑在马匹上的骑兵组成，与前方下马作战的骑兵来自同一支军队。
法军的先锋队和主队的人数分别为4,800人和3,000人。两队都排列在紧密的阵列中，每条大约有16行，并且彼此相距一个弓箭长度。阿布莱特、布西考和几乎所有的主要贵族都被分配到了先锋队。阿朗松公爵和巴尔公爵负责指挥主队。每个翼还有600名步行作战的披甲战士，左翼由旺多姆伯爵路易指挥，右翼由布列塔尼伯爵阿蒂尔指挥。为了驱散敌方弓箭手，一支由800至1,200名精锐士兵组成的骑兵部队均匀分布在先锋队的两侧。大约200名骑兵将攻击英军战线的后方。法国人显然没有部署其余军队的明确计划，后卫集团基本上就是多余部队的“倾倒场”。

### 地形
战场可以说是决定胜负的最重要因素。阿金库尔新开垦的土地被茂密的林地包围，这对英国人有利，既因为它的狭窄，也因为法国骑士想要抵达英军阵前就必须穿过厚厚的泥地。
最近的强降雨使得战场变得泥泞不堪，身着全身板甲在泥泞中行走非常累人。圣丹尼斯的法国僧侣将法军描述为“在向敌人前进之前就已经疲惫不堪”。深而软的泥泞对英国军队尤其有利，因为一旦被撞倒在地，全副武装的法国骑士很难在混战中重新站起来继续战斗。一些被盔甲束缚的骑士有可能被自己的头盔淹死了。

## 战斗

### 前期行动

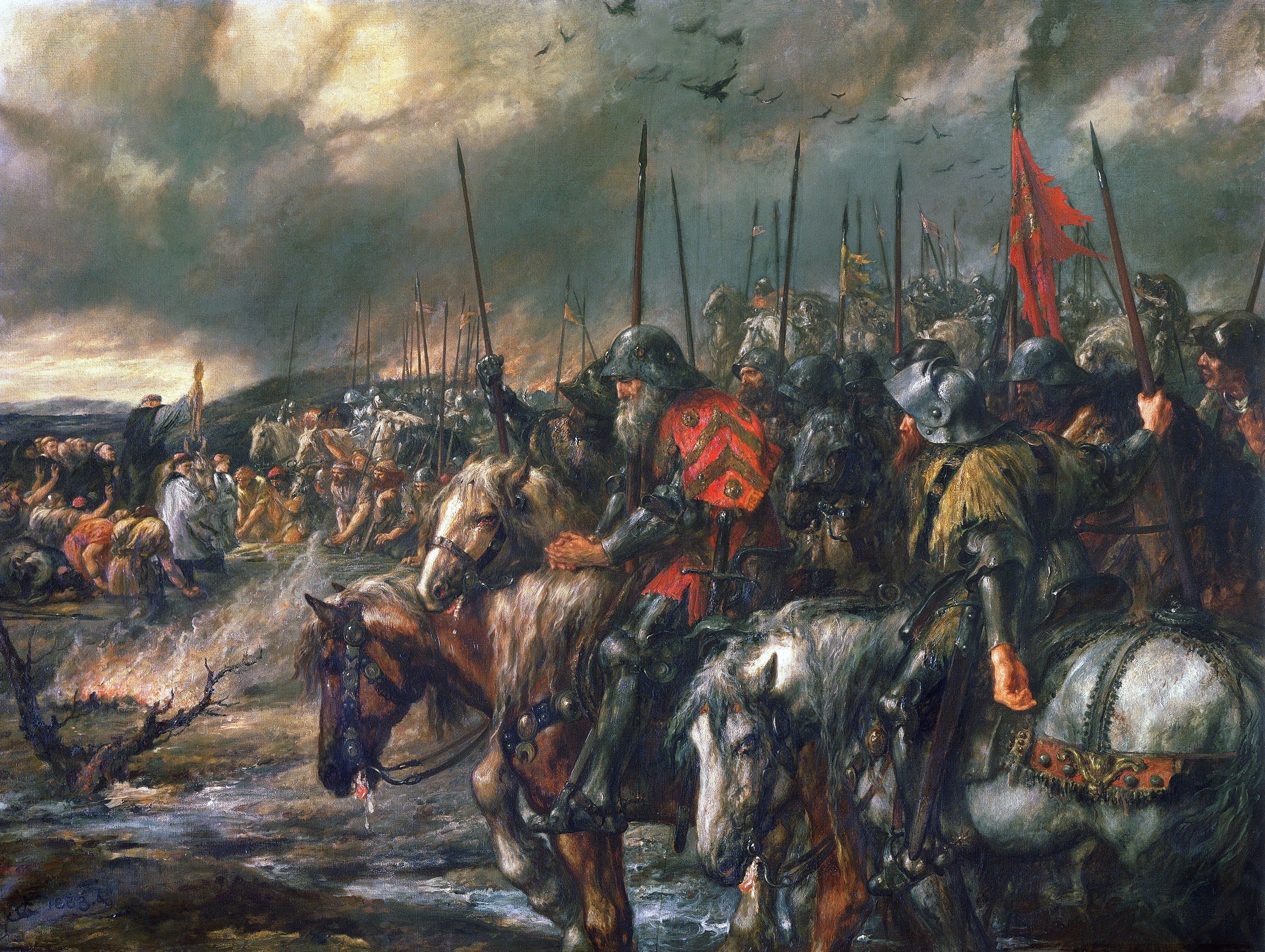
阿金库尔战役的早晨（1884年），约翰吉尔伯特，伦敦市政厅美术馆藏

10月25日上午，法军仍在等待更多军队的到来。布拉班特公爵（约2,000人），安茹公爵（约600人），和布列塔尼公爵（约6,000人），都在向阿金库尔集结。
日出后的三个小时内双方没有发生战斗。当时的军事教科书上说：“步兵在阵前，先前进者输，保持阵型者获胜。”最重要的是，法国人希望如果他们继续等待，就会有成千上万的人加入他们。法国人此时挡住了亨利撤退的路线，并且非常乐意继续驻扎在原地。甚至有人暗示，当英国人看到他们要与这么多法国王子作战时，他们会选择逃跑而不是战斗。
此时亨利的手下已经因饥饿、疾病和连续撤退而疲惫不堪。显然亨利相信他撤离中的军队会在防守上表现得更好，但他还是选择停止后撤，并在防御战成为可能之前以某种方式与法国人交战。这需要放弃他选择的位置，将部队向前推进，然后重新将木桩安插在阵前以保护长弓手免受骑兵的袭击。（使用木桩是英国人的一项创新：在克雷西會戰期间，英格兰弓箭手由于阵前的坑道和其他障碍物而得到了很好的保护。）
地势的狭小似乎也限制了法军的计划部署。法国人最初制定了一个作战计划，在他们披甲战士的前面布置了弓箭手和弩手，在后方有一支骑兵部队，专门设计用于“攻击英格兰弓箭手，并用骑兵的力量将其击溃”，但在阿金库尔战役中，法国弓箭手和弩手被部署在披甲战士的后方和两侧（在此役中，法军弓手除了可能在开始时最初的一轮箭齐射之外几乎没有发挥其他任何作用）。法军的骑兵部队如果在英军移动他们的阵型时发起进攻，则很大机会可以摧毁英国的防线，但法军骑兵却选择在英军第一轮箭齐射之后才发起进攻。目前尚不清楚法军骑兵的攻击延迟是否是因为法国人希望英国人发动正面攻击（法军由于英军开始从他们新的防御位置组织弓手齐射而感到惊讶），还是法国骑兵没有足够快地应对英军的行动。

### 法军骑兵进攻
法军骑兵尽管组织混乱且人数不足，但仍向英军长弓手阵地冲锋。这是一次灾难性的尝试，法国骑士无法从侧翼包抄长弓手（因为林地被侵占），也无法冲破保护弓箭手的锋利木桩。英國軍事歷史學家约翰·基根（John Keegan）认为，长弓在这一次骑兵冲锋时对战斗的主要影响是对马匹的伤害：法军的马匹只有头部配备护甲，所以当马匹的背部或侧面受到攻击时，许多马匹会受惊失控。法军骑兵的冲锋和随后的仓皇撤退进一步搅乱了两军阵前本就泥泞的地形。朱丽叶·巴克引用了来自圣但尼的一位修道士的叙述，他讲述了受伤和惊慌失措的马匹如何在前进的步兵中疾驰，在步兵从战场上逃跑的过程中将他们驱散并践踏。

### 法军总攻

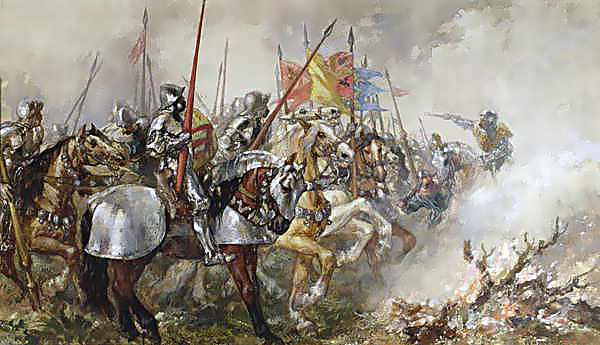
在阿金库尔战役中的亨利五世，由约翰·吉尔伯特爵士于19世纪绘制。

法军披甲战士的全身板甲使他们能够在“可怕的箭雨”中前进至距离英国防线1,000码左右的地方。一整块钢板在当时被认为是很好的保护，以至于披甲战士一般不使用盾牌。现代历史学家对长弓对抗板甲的效果存在分歧。现代测试和当时的记录得出的结论是，英军的箭无法穿透品質更好的钢盔甲，到14世纪中叶，骑士和武士可以用相当普通的手段获得这种盔甲。但是英军的箭支确实可以穿透普通的熟铁盔甲。   历史学家罗杰斯指出，长弓甚至在200米外都可以穿透熟鐵胸甲。他认为一个穿着最优质钢盔甲的骑士不容易被箭支穿透胸甲或头盔顶部，但容易被射中四肢，尤其是在近距离时。无论如何，为了尽可能地保护自己免受箭的伤害，法国人不得不盖上他们的面罩以避免被射中，因为他们头盔上的眼孔和气孔是整具盔甲中最薄弱的地方之一。这种低头的姿势限制了他们的呼吸和视力。然后他们不得不穿着重达23-27公斤的护甲 ，一路踏着黏土，向英军阵地前进。最终，法军披甲战士的阵型陷入混乱，有些骑士不得不从倒下的战友身上踩过。

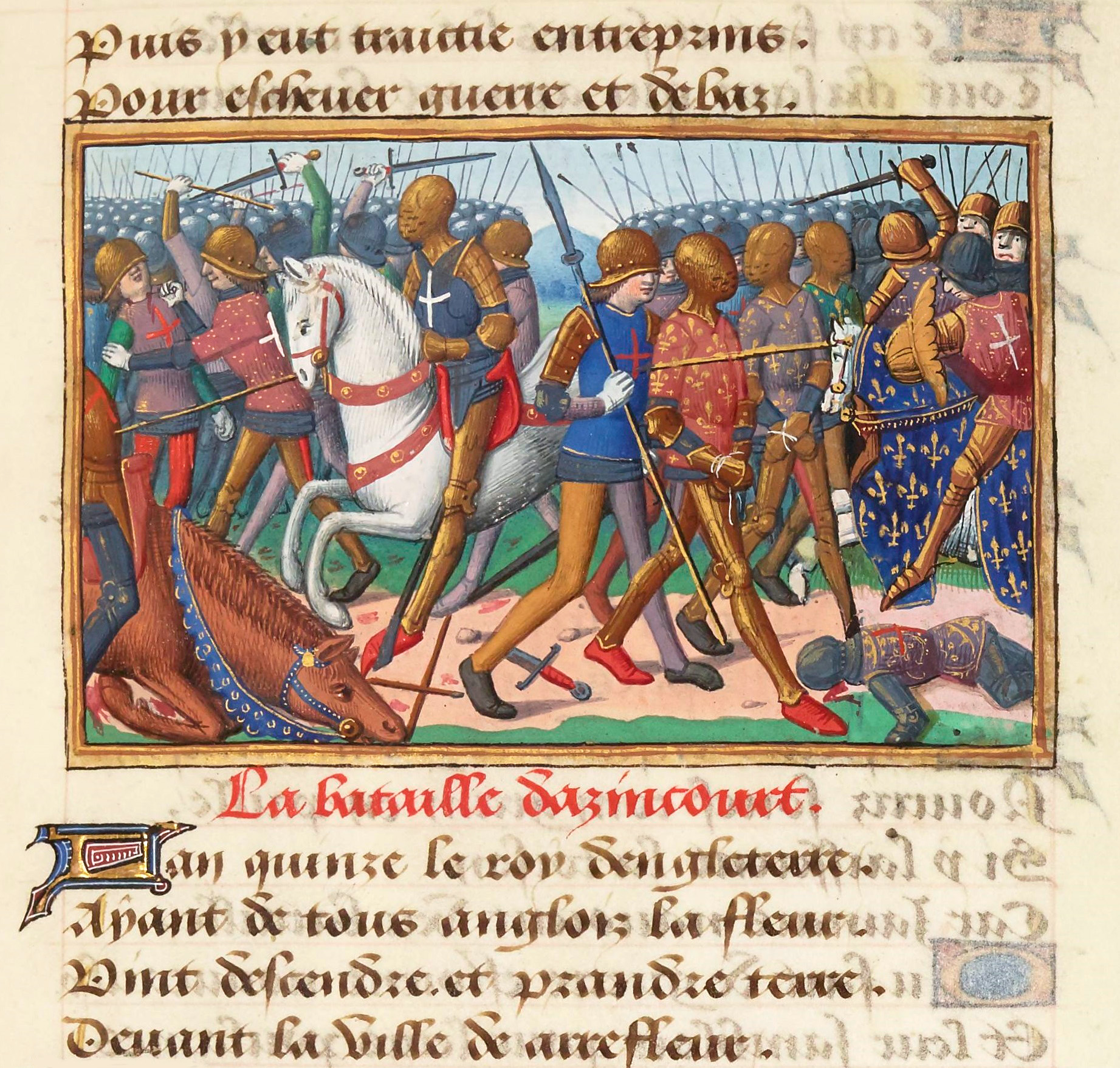
阿金库尔战役

幸存下来的法军士兵到达英军阵线的前部并迫使英军后退，侧翼的英军长弓手借此机会近距离射击法军披甲战士。当弓箭手的箭用完时，他们放下弓箭，用斧头、剑和他们用来打桩的木槌，攻击聚集在他们面前混乱、疲惫和受伤的法国士兵。法国人无法应付数以千计的轻甲长弓手（英军弓手受到泥泞和铠甲的影响要比法国人小得多）。数以千计的箭矢冲击，再加上沉重的盔甲在泥泞中的艰难跋涉、面罩封闭时板甲的闷热和呼吸困难，意味着法军最终与英军交战时“几乎没有举起他们的武器”。精疲力竭的法军士兵被英军打倒在地无法起身。随着混战的发展，法军的二线部队也加入了进攻，但他们也迅速陷入混战，狭窄的地形意味着法国人无法有效利用自己的人数优势。随着在战线后方的法军披甲战士进入战场，本就狭小的战场变得越发拥挤，法军的机动力和战斗能力也就越来越差。
成千上万的法国披甲战士被俘或被杀。战斗持续了大约三个小时，但最终法军第二战线的指挥官皆被杀或被俘，就如同第一战线的指挥官一样。根据同时期的英国资料记载，英王亨利亲自与法军交战。当亨利听说他最小的弟弟格洛斯特公爵汉弗莱的腹股沟受伤后，他带着他的近卫士兵赶到在他的兄弟身边，站在战线的最前列，直到汉弗莱可以被拖到安全的地方。在这场战役中，亨利的头部遭到了一次斧头的敲击，导致他的头盔上一部分的王冠被敲掉了。

### 针对英军辎重的袭击

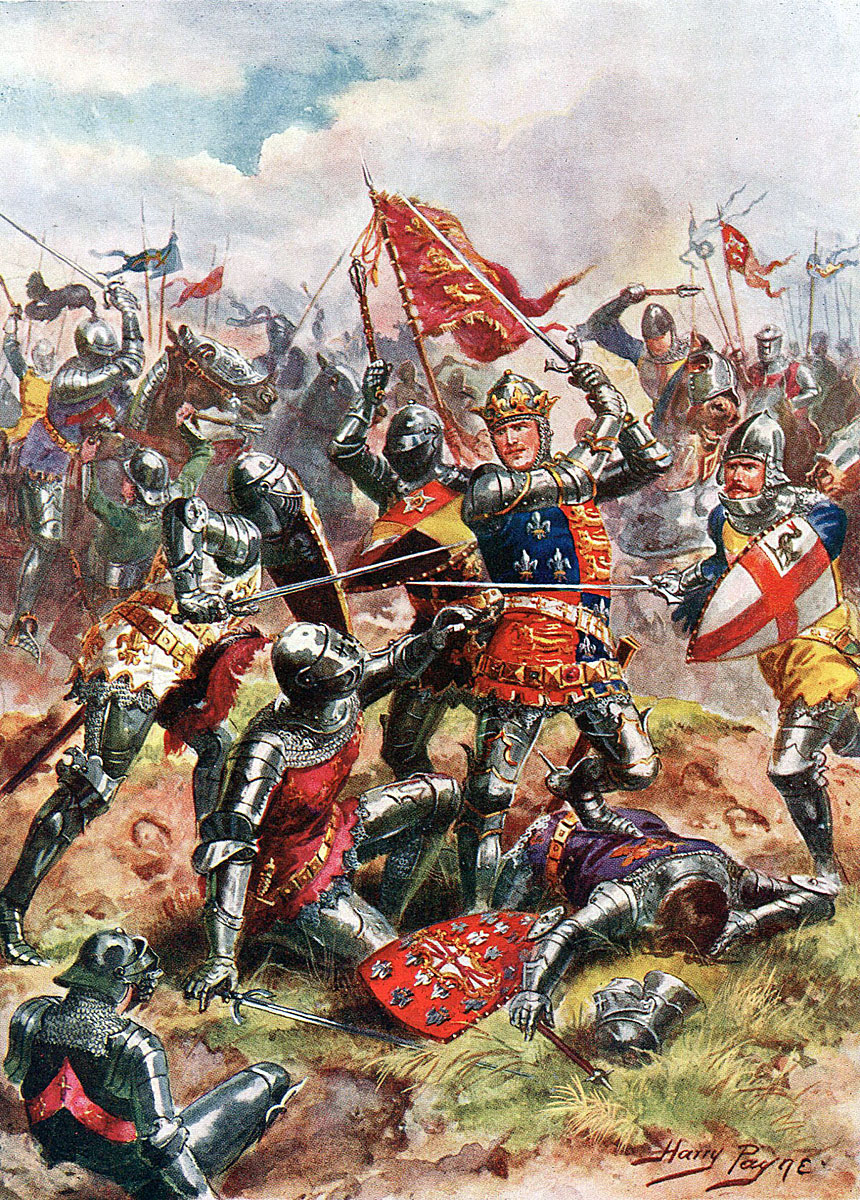
亨利五世在阿金库尔战役中的描绘：国王在这件外衣上穿着英国皇家纹章，与象征法国的纹饰分开。作为他对法国王位的要求的象征。

法国唯一的成功是袭击了受到轻微保护的英国辎重车，法军少数披甲战士以及大约600名农民夺取了英王亨利的一些私人财产，包括一顶王冠。消息来源并没有说明这是法军的一次战斗计划还是当地强盗行为的一部分。针对英军辎重的袭击发生在战斗即将结束的时候，这让英国人认为他们的后方受到攻击。

### 亨利处决俘虏
不管针对辎重的袭击于何时发生，亨利对法国人重新集结准备再次进攻感到震惊。在瓦解了法国披甲战士的猛攻后，疲惫不堪的英国军队现在直接面对着法军后卫部队（数量无与伦比而且仍然可以战斗）。法国后卫重组和“按战斗顺序前进”的迹象使得英国人认为他们仍然处于危险之中。随后就发生了对法国囚犯的屠杀。似乎这纯粹是亨利的决定，因为英国骑士发现杀死有价值的战俘有违骑士精神，也有悖于他们的利益，因为索要贖金是司空见惯的。可亨利威胁要绞死任何不服从他命令的人。
无论如何，亨利下令屠杀数千名法国囚犯，只保留最高级别的人（大概是那些在骑士战争制度下最有可能获得大笔赎金的人）。根据大多数编年史家的说法，亨利担心囚犯会意识到他们在数量上的优势，用散布在战场上的武器重新武装自己，并压倒精疲力竭的英国军队。当代编年史家并没有因此批评他。在他对战斗的研究中，约翰·基冈认为，亨利的主要目的不是真正杀死法国骑士，而是恐吓他们屈服，并消除他们重新战斗的任何可能性。基冈还推测，由于实际参与处决法国战俘的人数相对较少（他估计大约有200人），由于英国骑士拒绝协助这项他们认为非常不道德的任务，再加上在如此短的时间内杀死如此大量的战俘非常困难。在亨利撤销命令之前，被处死的战俘的实际数量可能并不多。

## 战斗结果
法国人在此役中遭受了灾难性的惨败。总共约有6,000名法国骑士阵亡。  一位历史学家指出，法军的伤亡名单“读起来就像一代军事和政治领导人的点名”。法军阵亡者中有90-120大领主和方旗骑士，其中包括三位公爵（阿朗松，巴尔和布拉班特），九位伯爵（布拉蒙，德勒，福康贝格，葛朗伯莱，馬爾勒，尼維爾，羅西，沃库尔，沃代蒙）还有一位子爵（普薩耶）和一位大主教。在王室官员中，皇室大总管（阿布萊特）、海军上将（當皮埃爾領主）和法军弩手司令（蘭布爾斯的大衛，与三个儿子一起阵亡）据资料称，有3,069名骑士和侍从被杀，同时至少发现了2,600多具没有盾徽的尸体，所以无法识别他们的身份。法国整个贵族家族在男性世系被毁灭，在一些地区，整整一代领主都在此役中丧生。北部九个主要城镇的治安官与他们的儿子、亲属和支持者一起被杀。用朱丽叶·巴克 (Juliet Barker) 的话来说，这场战斗“在阿图瓦、庞蒂厄、诺曼底、皮卡第等地的地方统治阶级中造成了巨大影响。”
法军被俘的人数在700到2200人之间，被俘的包括奥尔良公爵和波旁公爵，旺多姆公爵，里士满公爵（布列塔尼公爵的兄弟，也是亨利五世同父异母的弟弟）和法军元帅让·勒曼格尔。
虽然许多英国的消息来源声称英国人的伤亡人数保持在两位数，但有证据表明至少有112名英国人在战斗中丧生，其中包括约克公爵和年轻的萨福克伯爵。
尽管这场胜利在军事上具有决定性意义，但其影响却是复杂的。此次战役并没有立即使英军获得更多的战略优势，因为亨利的首要任务是返回英格兰，他于11月16日返回英国，并于23日在伦敦凯旋。亨利成为了一位征服英雄，在他的臣民和法国以外的欧洲列强眼中，他是被上帝祝福的人。此役确立了兰开斯特王朝和亨利未来在法国追求“权利和特权”的合法性。战斗结束后，法国内部阿马尼亚克和勃艮第派系之间脆弱的休战就破裂了。这场战斗的首当其冲的落在了阿马尼亚克人身上，他们遭受了大部分高级人员伤亡并承担了失败的责任。勃艮第人抓住机会，在战斗结束后的10天内重新集结了军队，向巴黎进军。法国缺乏团结使亨利有十八个月的时间在军事和政治上为新的征程做准备。

## 流行文化

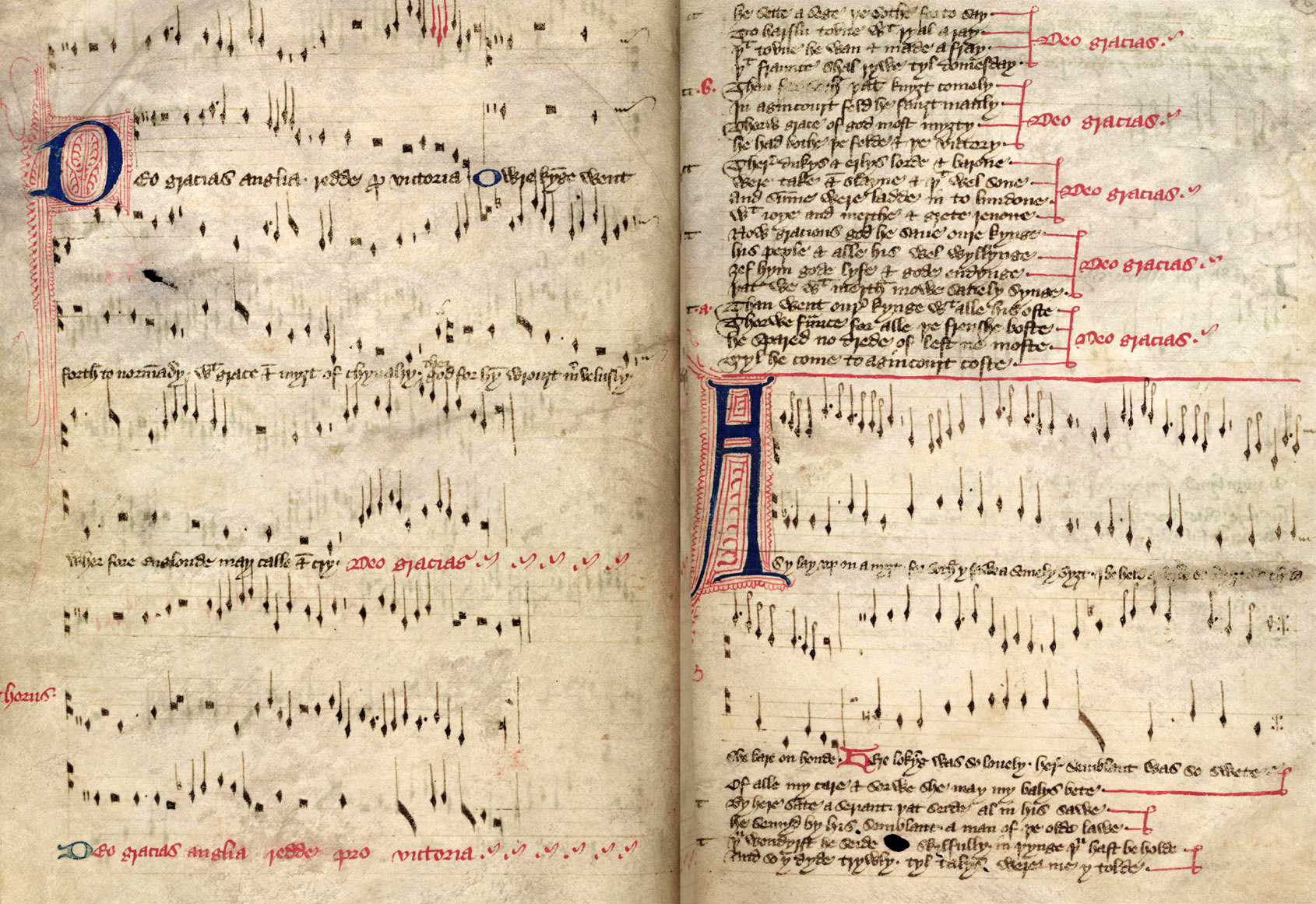
15世纪的阿金库尔颂歌

### 音乐
在阿金库尔战役结束后不久，英国人就创作了许多关于这场战斗的流行民歌，最著名的是15世纪上半叶创作的《阿金库尔颂歌》。其他民谣也随之而来，包括“亨利五世国王的征服法国”。

### 文学
今天关于这场战斗最著名的文学作品是莎士比亚的《亨利五世》中的第四幕。《亨利五世》写于1599年，该剧主要描绘了国王所面对的压力，以及一位國王在應有的典範—俠義、诚实和公正—和有時不得不做的行為—馬基雅維利主義（君王為保政權應該不擇手段，見《君主論》）和冷血无情—之間應如何自處。莎士比亚通过描述亨利决定杀死一些法国俘虏的决定来说明这些紧张局势，同时试图为其辩解。这场战斗的时刻被描绘成与骑士传统的决裂，也是王权悖论的一个重要例子。

### 電影
2019年上映的莎翁史詩電影《國王》，將阿金庫爾戰役作為電影的高潮之一。

## 今天的阿金库尔
阿金库尔村如今建有一座现代化的博物馆，专门展示了这场战斗。 博物馆列出了英法双方在战斗中阵亡者的姓名。

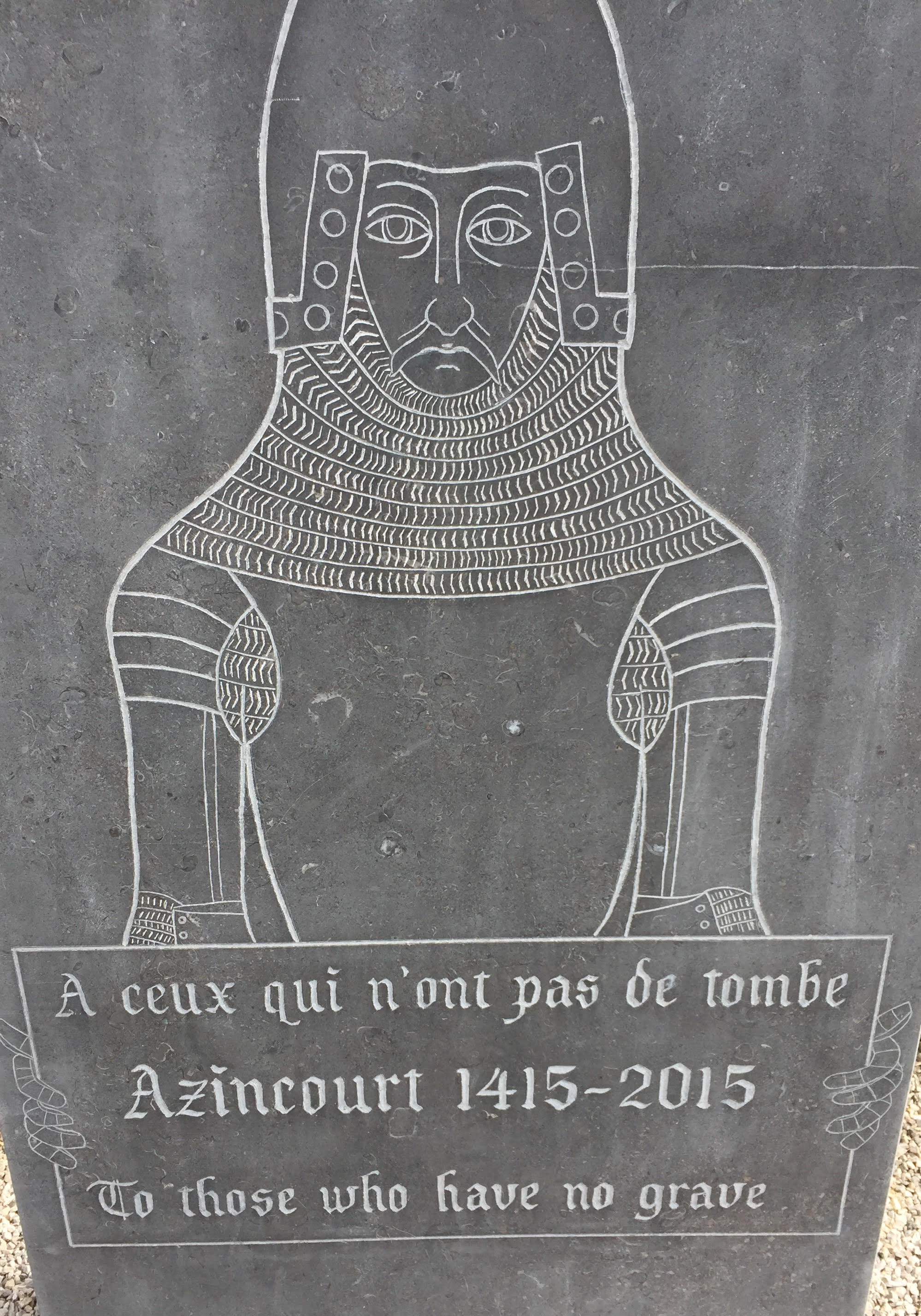
阿金库尔纪念馆
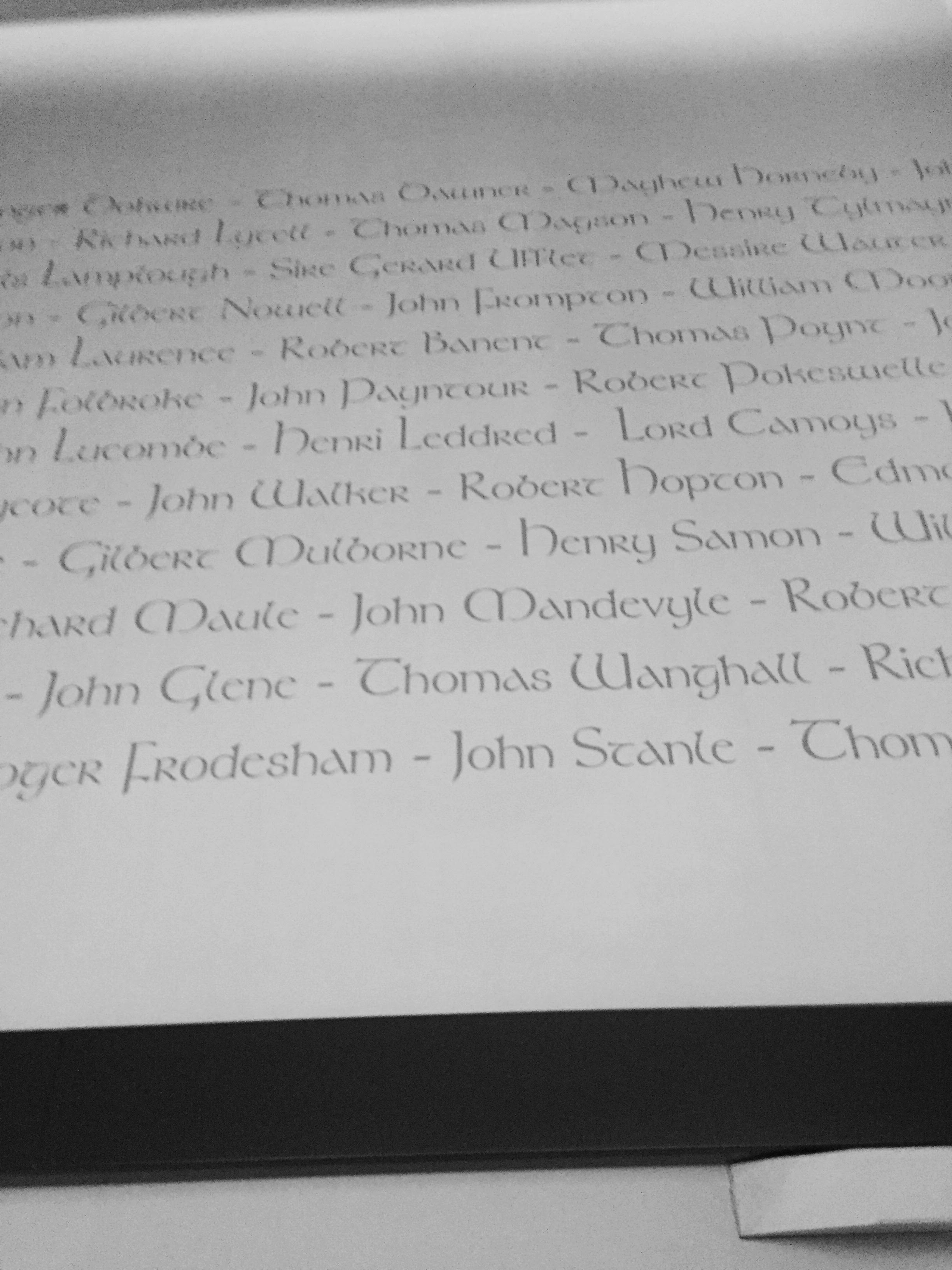
博物馆中记录的在阿金库尔阵亡的英格蘭弓箭手名单

### 引文
1. ↑  Barker 2015，第xvi–xvii, xxi, 220, 229, 276, 388–392頁; Rogers 2008，第42, 114–121頁; Sumption 2015，第441, 814 (n. 11)頁
2. ↑  Mortimer 2009，第566頁.
3. ↑  Rogers 2008，第57, 59 (n. 71)頁; Mortimer 2009，第565, 566頁; Sumption 2015，第449, 815 (n. 20)頁; Curry 2000，第102頁
4. ↑  Rogers 2008，第57–59頁; Sumption 2015，第452–453頁; Mortimer 2009，第429頁; Curry 2000，第181頁
5. ↑  Rogers 2008，第57, 62–63頁; Mortimer 2009，第422, 565頁
6. 1 2  Rogers 2008，第57, 60–62頁.
7. 1 2  Curry 2000，第12頁.
8. ↑  Barker 2015，第320頁.
9. 1 2  Curry 2006，第187, 192, 233, 248頁.
10. 1 2  Sumption 2015，第459, 461頁.
11. 1 2  Barker 2015，第337, 367, 368頁.
12. ↑  Barker 2015，第14頁.
13. ↑  Barker 2015，第67–69頁.
14. ↑  Barker 2015，第107, 114頁.
15. 1 2  Beck, Theodore. . Lund Humphries Publishers Ltd. 1974: 58. ISBN 978-0853313663.
16. ↑  Prioreschi, Plinio. . Horatius Press. 1996  [2021-11-12]. ISBN 9781888456059. （原始内容存档于2021-11-12） （英语）.
17. ↑  .   [2021-11-12]. （原始内容存档于2021-11-19）.
18. ↑  Hibbert 1971，第67頁.
19. ↑  Barker 2015，第221頁.
20. ↑  Seward 1999，第162頁.
21. ↑  . 25 May 2013. （原始内容存档于14 December 2013）.
22. 1 2  Mortimer 2009，第436–437頁.
23. ↑  Sutherland (2015)
24. ↑  Livingston, Michael. . Medieval Warfare. 2019, IX (1): 20–33. ISSN 2211-5129.
25. 1 2 3  Sumption 2015，第454頁.
26. ↑  Curry 2006，第166頁.
27. ↑  Barker 2015，第269–270頁.
28. ↑  Barker 2015，第286頁.
29. ↑  Sumption 2015，第452–453頁.
30. ↑  Rogers 2008，第57–59頁.
31. ↑  Mortimer 2009，第422, 565頁.
32. ↑  Rogers 2008，第59 n. 71頁.
33. ↑  Barker 2015，第278–279, 280頁; Curry 2006，第141, 142, 184頁; Mortimer 2009，第428–429頁.
34. ↑  Curry 2006，第183–184頁; Barker 2015，第279, 280頁.
35. ↑  Phillpotts 1984，第63頁.
36. ↑  Mortimer 2009，第428–429, 430頁; Barker 2015，第278–279頁; Curry 2000，第113, 115, 125頁.
37. ↑  Barker 2015，第275, 278–279頁; Rogers 2008，第64, 66–67, 69頁; Phillpotts 1984，第62頁; Mortimer 2009，第429, 430頁.
38. ↑  Barker 2015，第278–279頁; Rogers 2008，第61 (n. 79), 62, 64, 66頁; Phillpotts 1984，第62頁.
39. ↑  Mortimer 2009，第429頁; Sumption 2015，第452頁; Rogers 2008，第58頁; Curry 2000，第107, 132, 181頁.
40. ↑  Rogers 2008，第63頁.
41. ↑  Sumption 2015，第452頁; Barker 2015，第279頁.
42. ↑  Barker 2015，第279頁.
43. ↑  Barker 2015，第279, 280, 322, 331頁; Curry 2000，第156, 181, 183頁; Curry 2006，第182頁.
44. ↑  Curry 2000，第60–61, 71, 106, 161, 173, 468頁.
45. ↑  Curry 2000，第34, 35, 61, 161頁; Rogers 2008，第63頁; Barker 2015，第280頁; Mortimer 2009，第429, 599 (n. 109)頁.
46. ↑  Barker 2015，第281–282頁.
47. ↑  Wason 2004，第74頁.
48. ↑  Holmes 1996，第48頁.
49. ↑  Barker 2015，第303頁.
50. 1 2  Mortimer 2009，第449頁.
51. ↑  Mortimer 2009，第416頁.
52. ↑  Barker 2015，第290頁.
53. ↑  Barker 2015，第291頁.
54. ↑  Keegan 1976，第90–91頁.
55. ↑  Bennett 1994.
56. ↑  Barker 2015，第275頁.
57. ↑  Barker 2015，第294頁.
58. ↑  Keegan 1976，第92–96頁.
59. ↑  Barker 2015，第297頁.
60. ↑  Nicholson 2004，第109頁.
61. ↑  Nicolle, D. (2004).
62. ↑  Loades, M. (2013).
63. ↑  Jones, P. N. (1992).
64. ↑  Military History Monthly February 2016
65. ↑  Rogers 2008，第110–113頁.
66. ↑  Barker 2015，第301頁.
67. ↑  Askew, Graham N.; Formenti, Federico; Minetti, Alberto E. . Proc. R. Soc. B. 2012, 279 (1729): 640–644. PMC 3248716 . PMID 21775328. doi:10.1098/rspb.2011.0816.
68. ↑  Curry 2000，第159頁.
69. ↑  Rogers 2008，第95–98頁.
70. 1 2  Curry 2000，第37頁.
71. ↑  Mortimer 2009，第443頁.
72. ↑  Curry 2006，第207–209頁.
73. ↑  Barker 2015，第311頁.
74. ↑  Curry 2000，第163頁.
75. ↑  Barker 2015，第305–308頁.
76. ↑  Keegan 1976，第107–112頁.
77. ↑  Keegan 1976，第112頁.
78. 1 2 3  Sumption 2015，第459頁.
79. ↑  Curry 2000，第38, 121, 127頁.
80. ↑  Curry 2000，第38, 53, 93, 168, 169頁.
81. ↑  Barker 2015，第325頁.
82. ↑  Barker 2015，第xxii, 325, 327頁.
83. ↑  Sumption 2015，第460頁.
84. ↑  Barker 2015，第326–327頁.
85. ↑  Barker 2015，第324頁.
86. ↑  Mortimer 2009，第475, 479頁.
87. ↑  Mortimer 2009，第547–549頁.
88. ↑  Barker 2015，第358頁.
89. ↑  Barker 2015，第385頁.
90. ↑  Curry 2000，第280–283頁.
91. ↑  Woolf 2003，第323頁.
92. ↑  Cantor 2006，第15頁.
93. ↑  Cantor 2006，第21–22頁.
94. ↑  .   [2021-11-12]. （原始内容存档于2021-11-12）.